# Kan Beit
Kan Beit (alternativt Kanbe) är en ort i Myanmar. Den ligger i Rangoonregionen, i den södra delen av landet, 300 km söder om huvudstaden Naypyidaw. Kan Beit ligger 12 meter över havet och folkmängden uppgår till cirka 5 000 invånare.

## Geografi
Terrängen runt Kan Beit är mycket platt. Runt Kan Beit är det tätbefolkat, med 570 invånare per kvadratkilometer. Närmaste större samhälle är Rangoon, cirka 20 km nordost om Kan Beit. Omgivningarna runt Kan Beit är en mosaik av jordbruksmark och naturlig växtlighet.

## Klimat
Savannklimat råder i trakten. Årsmedeltemperaturen i trakten är 26 °C. Den varmaste månaden är april, då medeltemperaturen är 32 °C, och den kallaste är december, med 24 °C. Genomsnittlig årsnederbörd är 3 978 millimeter. Den regnigaste månaden är augusti, med i genomsnitt 919 mm nederbörd, och den torraste är januari, med 1 mm nederbörd.